# 张怀瓘
張懷瓘（？—？），海陵（今江蘇省泰州市）人，唐朝书法家。
初任鄂州司馬，工書法，“正、行可比虞、褚，草欲獨步於數百年間”，開元年間任職翰林供奉。他論斷“倉頡造字”說：「仰視奎星圓曲之勢，俯察龜文鳥跡之象，博采眾美，合而為字，是曰古文。」著有《書議》、《書斷》、《文字論》、《六體書論》、《玉堂禁經》、《評書藥石論》等，其中開元十二年完成的《書斷》是中國書法史上最有名的理論著作之一，主要闡述了漢字各書體的發明和演變，品評了自秦漢至當時的書法家共一百二十余人。